# Howard Porter
Howard Porter (Stuart, Florida, 31 de agosto de 1948-Minneapolis, Minnesota, 26 de mayo de 2007) fue un jugador de baloncesto estadounidense que jugó siete temporadas en la NBA. Con 2,03 metros de estatura, lo hacía en la posición de alero.

## Trayectoria deportiva

### Universidad
Jugó durante cuatro temporadas con los Wildcats de la Universidad Villanova, en las que promedió 22,8 puntos y 14,9 rebotes por partido. En su segunda temporada ganó el Trofeo Robert V. Geasey que se otorga al mejor jugador de la Philadelphia Big 5, tras promediar 22,4 puntos y 14,5 rebotes esa temporada. En 1971 llevó a su equipo a la disputa de la final del Torneo de la NCAA, en el cual cayeron ante UCLA por 69-62. Porter fue elegido Mejor Jugador del Torneo tras conseguir 25 puntos en la final, pero más tarde fue desposeído del mismo al demostrarse que mediada la temporada tenía ya un contrato profesional firmado con los Pittsburgh Condors de la ABA. Tanto en 1969 como en 1971 fue incluido en el tercer equipo All-American.

### Profesional
Fue elegido en la trigésimo segunda posición del Draft de la NBA de 1971 por Chicago Bulls, y también por los Pittsburgh Condors en la primera ronda del draft de la ABA, con quienes ya tenía un acuerdo previo, pero que nunca a llegó a jugar en el equipo, siendo traspasado a los Bulls a cambio de Paul Ruffner. En Chicago jugó 3 temporadas, siempre como suplente, siendo la más destacada la última de ellas, en la que promedió 9,4 puntos y 3,9 rebotes por partido.
Antes del comienzo de la temporada 1974-75 es traspasado a cambio de una primera ronda del draft a New York Knicks, pero tras 17 partidos disputados, es nuevamente traspasado, en esta ocasión a Detroit Pistons. Allí jugó tres temporadas, consiguiendo la titularidad en la 76-77, en que logró sus mejores números como profesional, promediando 13,2 puntos y 5,9 rebotes por partido.
Pocas semanas después del inicio de la temporada 1977-78, fue traspasado junto con Kevin Porter y dinero a New Jersey Nets a cambio de Al Skinner y dos futuras segundas rondas del draft. En los Nets jugaría la que sería última temporada como profesional, despidiéndose con unos buenos promedios de 12,8 puntos y 4,8 rebotes por partido.

## Estadísticas de su carrera en la NBA

### Temporada regular
| Temporada | Edad | Equipo          | Liga | P   | TIT | MIN  | TC  | TCA  | %TC  | 3P | 3PA | %3P | TL  | TLA | %TL  | R.OF. | R.DEF. | REB | ASIS | ROB | TAP | PER | FP  | PTS  |
| 1971-72   | 23   | Chicago Bulls   | NBA  | 67  |     | 10.9 | 2.6 | 6.0  | .424 |    |     |     | 0.9 | 1.1 | .766 |       |        | 2.7 | 0.4  |     |     |     | 1.3 | 6.0  |
| 1972-73   | 24   | Chicago Bulls   | NBA  | 43  |     | 9.5  | 2.3 | 5.0  | .452 |    |     |     | 0.5 | 0.7 | .759 |       |        | 2.7 | 0.4  |     |     |     | 1.2 | 5.1  |
| 1973-74   | 25   | Chicago Bulls   | NBA  | 73  |     | 16.8 | 4.1 | 9.0  | .450 |    |     |     | 1.3 | 1.6 | .800 | 1.2   | 2.7    | 3.9 | 0.4  | 0.3 | 0.5 |     | 1.6 | 9.4  |
| 1974-75   | 26   | TOTAL           | NBA  | 58  |     | 20.1 | 3.5 | 7.1  | .488 |    |     |     | 1.1 | 1.4 | .835 | 1.4   | 3.0    | 4.4 | 0.3  | 0.4 | 0.4 |     | 1.6 | 8.1  |
| 1974-75   | 26   | New York Knicks | NBA  | 17  |     | 7.8  | 0.8 | 2.1  | .361 |    |     |     | 0.4 | 0.5 | .778 | 0.8   | 1.5    | 2.2 | 0.1  | 0.2 | 0.1 |     | 1.0 | 1.9  |
| 1974-75   | 26   | Detroit Pistons | NBA  | 41  |     | 25.1 | 4.6 | 9.2  | .500 |    |     |     | 1.4 | 1.7 | .843 | 1.6   | 3.7    | 5.3 | 0.4  | 0.5 | 0.6 |     | 1.9 | 10.6 |
| 1975-76   | 27   | Detroit Pistons | NBA  | 75  |     | 19.8 | 4.0 | 8.5  | .469 |    |     |     | 1.0 | 1.3 | .753 | 1.1   | 2.9    | 3.9 | 0.3  | 0.4 | 0.5 |     | 1.8 | 8.9  |
| 1976-77   | 28   | Detroit Pistons | NBA  | 78  |     | 28.2 | 6.0 | 12.3 | .483 |    |     |     | 1.3 | 1.5 | .858 | 2.0   | 3.9    | 5.9 | 0.7  | 0.6 | 0.9 |     | 2.6 | 13.2 |
| 1977-78   | 29   | TOTAL           | NBA  | 63  |     | 21.0 | 4.9 | 10.1 | .487 |    |     |     | 2.0 | 2.5 | .800 | 1.6   | 2.8    | 4.4 | 0.7  | 0.5 | 0.6 | 0.9 | 2.1 | 11.8 |
| 1977-78   | 29   | Detroit Pistons | NBA  | 8   |     | 13.4 | 2.0 | 5.4  | .372 |    |     |     | 0.5 | 0.9 | .571 | 0.6   | 1.5    | 2.1 | 0.3  | 0.4 | 0.6 | 0.6 | 1.9 | 4.5  |
| 1977-78   | 29   | New Jersey Nets | NBA  | 55  |     | 22.1 | 5.3 | 10.8 | .495 |    |     |     | 2.2 | 2.7 | .811 | 1.7   | 3.0    | 4.8 | 0.7  | 0.5 | 0.6 | 0.9 | 2.2 | 12.8 |
| Total     |      |                 | NBA  | 457 |     | 18.7 | 4.0 | 8.6  | .469 |    |     |     | 1.2 | 1.5 | .802 | 1.4   | 3.1    | 4.1 | 0.5  | 0.4 | 0.6 | 0.9 | 1.8 | 9.2  |

### Playoffs
| Temporada | Edad | Equipo          | Liga | P  | MIN | TCA | TC  | 3PA | 3P | TLA | TL | R.OF. | REB | ASIS | ROB | TAP | PER | FP | PTS | %TC  | %3P | %FT   | MIN  | PTS  | REB | AST |
| 1971-72   | 23   | Chicago Bulls   | NBA  | 4  | 31  | 9   | 21  |     |    | 1   | 1  |       | 11  | 3    |     |     |     | 3  | 19  | .429 |     | 1.000 | 7.8  | 4.8  | 2.8 | 0.8 |
| 1972-73   | 24   | Chicago Bulls   | NBA  | 6  | 79  | 12  | 34  |     |    | 3   | 4  |       | 18  | 2    |     |     |     | 5  | 27  | .353 |     | .750  | 13.2 | 4.5  | 3.0 | 0.3 |
| 1973-74   | 25   | Chicago Bulls   | NBA  | 11 | 150 | 27  | 88  |     |    | 6   | 6  | 15    | 44  | 5    | 4   | 5   |     | 15 | 60  | .307 |     | 1.000 | 13.6 | 5.5  | 4.0 | 0.5 |
| 1974-75   | 26   | Detroit Pistons | NBA  | 3  | 92  | 23  | 42  |     |    | 6   | 7  | 8     | 20  | 0    | 5   | 1   |     | 5  | 52  | .548 |     | .857  | 30.7 | 17.3 | 6.7 | 0.0 |
| 1975-76   | 27   | Detroit Pistons | NBA  | 9  | 213 | 51  | 97  |     |    | 15  | 17 | 22    | 42  | 6    | 7   | 5   |     | 24 | 117 | .526 |     | .882  | 23.7 | 13.0 | 4.7 | 0.7 |
| 1976-77   | 28   | Detroit Pistons | NBA  | 3  | 98  | 29  | 47  |     |    | 2   | 4  | 6     | 17  | 2    | 2   | 4   |     | 7  | 60  | .617 |     | .500  | 32.7 | 20.0 | 5.7 | 0.7 |
| Total     |      |                 | NBA  | 36 | 663 | 151 | 329 |     |    | 33  | 39 | 51    | 152 | 18   | 18  | 15  |     | 59 | 335 | .459 |     | .846  | 18.4 | 9.3  | 4.2 | 0.5 |

## Fallecimiento
Howard Porter, que trabajaba como supervisor de libertad condicional, desapareció el 18 de mayo de 2007. Fue encontrado brutalmente golpeado en un callejón de Minneapolis, Minnesota la madrugada del día siguiente y falleció el 27 de mayo a causa de las lesiones sufridas durante el asalto.
La policía local detuvo a una mujer de 33 años de edad, Tania Washington, en relación con el asesinato, fue liberada poco después al no encontrar pruebas suficientes para presentar cargos en su contra. El 4 de septiembre, la policía anunció que había detenido y acusado del asesinato de Porter a Rashad Arthur Raleigh, quien está cumpliendo una cadena perpetua por ello.